# Adriana Deffenti
Adriana Deffenti (Porto Alegre, 31 de julho de 1976) é uma cantora, compositora e instrumentista brasileira. Ocasionalmente também atua como atriz e bailarina.
Sua música é o resultado da mistura de elementos musicais diversos do pop, rock, blues, MPB, ópera, folclore argentino, jazz, samba-choro e flamenco.

## Biografia
Cantora e compositora de Porto Alegre.  Sua música é uma mistura de muitos gêneros diferentes, como o folclore argentino, jazz, samba-choro, mas essencialmente MPB. De formação clássica, começou seus estudos de música aos nove anos, se especializando em flauta transversal. Antes de se lançar como cantora, em 1998, teve diversas experiências em dança, teatro e música, do clássico ao contemporâneo. Desde 2002, leciona aulas de técnica vocal e canto popular, cursos e preparação vocal de grupos.

## Carreira
Como cantora, Adriana focaliza a voz e suas intermináveis maneiras de expressão, transitando naturalmente por diferentes estilos em interpretações de técnica elaborada. Tem três CDs lançados: Peças de Pessoas, de 2002; Adriana Deffenti, de 2006; e Controversa, de 2019. O álbum mais recente foi lançado na Argentina pelo selo Random Records. Entre os destaques de sua carreira, ganhou o Prêmio Açorianos de Música na categoria Melhor Intérprete de MPB em 2002, 2006 e 2020. Compõe desde o início dos anos 2000, mas apenas após 2013 direcionou seu trabalho à criação de canções.

## Discografia

### Álbuns de estúdio
| Ano  | Álbum            | Gravadora              |
| ---- | ---------------- | ---------------------- |
| 2002 | Peças de Pessoas | Gravadora independente |
| 2006 | Adriana Deffenti | Random Records         |

### Singles
| Ano  | Álbum       | Gravadora |
| ---- | ----------- | --------- |
| 2016 | Controversa |           |

## Prêmios e indicações
- Prêmio Açorianos

| Ano  | Categoria         | Indicação         | Resultado |
| ---- | ----------------- | ----------------- | --------- |
| 1999 | Intérprete de MPB | Adriana Deffenti  | Indicado  |
| 1999 | Revelação de MPB  | Adriana Deffenti  | Indicado  |
| 2002 | Intérprete de MPB | Adriana Deffenti  | Venceu    |
| 2002 | Disco de MPB      | Peças de Pessoas  | Indicado  |
| 2002 | Espetáculo        | Peças de Pessoas  | Indicado  |
| 2006 | Intérprete de MPB | Adriana Deffenti  | Venceu    |
| 2009 | Espetáculo do Ano | Alma Equilibrista | Indicado  |
| 2020 | Intérprete de MPB | Adriana Deffenti  | Venceu    |
| 2020 | Disco de MPB      | Controversa       | Venceu    |
| 2020 | Espetáculo        | Controversa       | Indicado  |

- 2004 - Troféu Clave do Sul (Porto Alegre-RS): Melhor Cantora Solo.[10]
- 2017 - Moenda da Canção (Santo Antônia da Patrulha-RS): Melhor Intérprete e Melhor Melodia (por Malabarismo Íntimo).[11]
- 2020 - Prêmio Grão de Música: Canção Malabarismo Íntimo.[12]